# Baćina (Chorwacja)
Baćina – wieś w Chorwacji, w żupanii dubrownicko-neretwiańskiej, w mieście Ploče. W 2011 roku liczyła 572 mieszkańców.
Leży 7 km na północny zachód od Ploče, przy Magistrali Adriatyckiej. W pobliżu Baćiny leży grupa jezior o nazwie Baćinska jezera.